# Ingo - the Champ

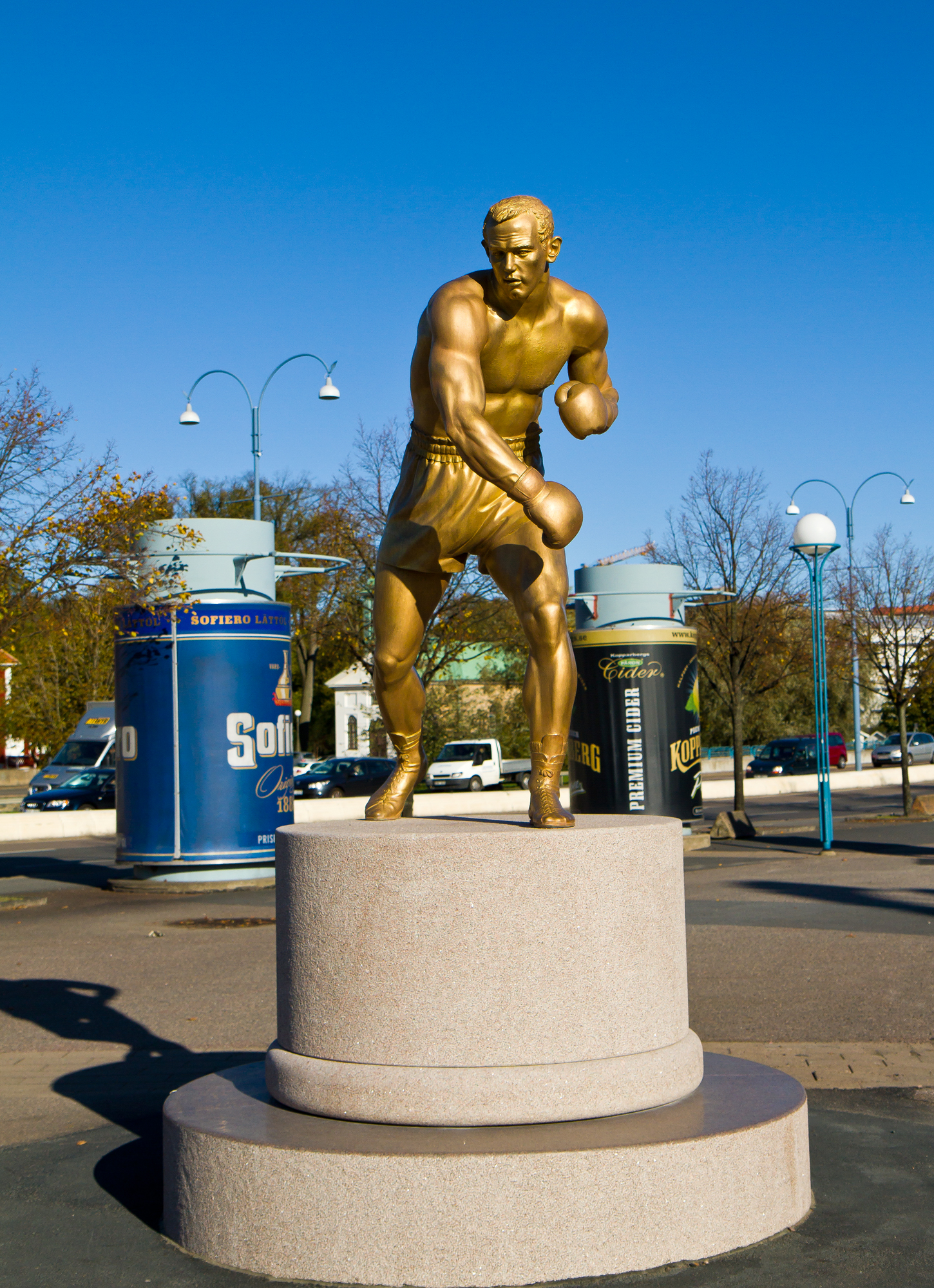
Ingo - the Champ, oktober 2011

Ingo – the Champ är en staty skapad av skulptören Peter Linde. Statyn föreställer boxaren Ingemar "Ingo" Johansson, som var världsmästare i professionell tungviktsboxning åren 1959–1960. Statyn är placerad i Göteborg utanför arenan Nya Ullevi, där han bland annat besegrade den då högt rankade amerikanen Eddie Machen inför drygt 53 000 åskådare.
"Ingo" tog knappt två år att färdigställa och invigdes den 17 september 2011. Den är tillverkad i brons och dess sockel är av granit. Statyn är 2,4 meter hög och väger 400 kilo. Skaparen Peter Linde fick uppdraget att utforma statyn efter att ha vunnit en designtävling utlyst av Göteborgs stad strax efter Ingemar Johanssons bortgång år 2009.